# Qlik
Qlik è una impresa di software statunitense con sede a King of Prussia, in Pennsylvania, ma fondata a Lund, in Svezia, nel 1993, e quotata alla Borsa di New York dal 2010 fino ad Agosto 2016.

## Prodotti
Qlik offre QlikView, Qlik Sense ed NPrinting, software di visualizzazione e business intelligence che permettono il rapido sviluppo di dashboard completamente personalizzabili in grado di fornire rapidamente informazioni utili sui dati a disposizione.
QlikView e Qlik Sense possono essere scaricati gratuitamente dal sito ufficiale nelle versioni Desktop, ma esistono anche le rispettive versioni per Server (Enterprise) che permettono, insieme ad NPrinting (quest'ultimo esiste solo in versione Server), di gestire l'accesso a tutte le dashboard create e la distribuzione di report anche tramite l'invio di email automatiche.